# Antonín Knahl
Antonín Knahl (15. listopadu 1801 Hronov – 26. dubna 1883 Hronov) byl český divadelník, režisér, hudebník, výtvarník a obrozenec, profesně působící jako hodinář. Byl zakladatelem českého ochotnického spolku v Hronově jako jednoho z prvních souborů amatérského divadla v Čechách.

## Život

### Mládí

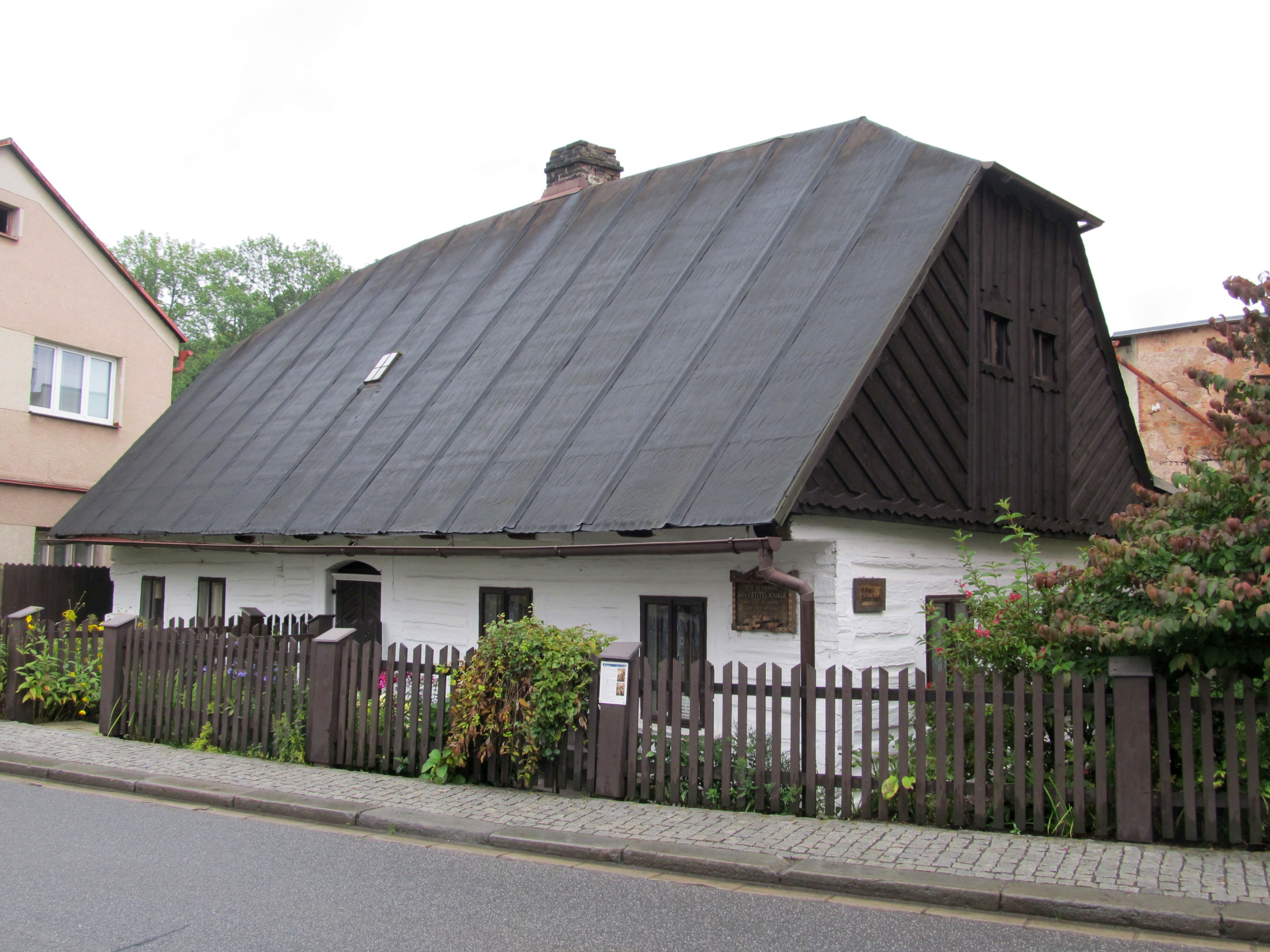
Dům č. 73 v Hronově (Kalinův domek), kde Knahl žil

Narodil se v Hronově nedaleko Náchoda do rodiny místního učitele. Vliv otce Antonína posílil k silnému vztahu k českému prostředí, které počátkem 19. století stále čelilo tendencím poněmčování. Ačkoliv bylo učitelské povolání v rodině Knahlů tradiční - věnoval se mu děda, otec i bratr, odešel Antonín po absolvování základního vzdělání do Prahy vyučit se hodinářem. V Praze se při návštěvách divadelních představení potkával se známými osobnostmi české kultury a společnosti a divadelní prostředí ho okouzlilo. Do Hronova se pak vrátil roku 1823. Za manželku zde pojal Židovku Justýnu Pickovou a založil s ní rodinu, žili v roubeném domě č. 73 u náměstí. Nábožensky rozdílný vztah vyvolával v Knahlově okolí opovržení.

### Divadlo
Roku 1826 založil Antonín Knahl v Hronově s místními divadelními nadšenci ochotnický divadelní spolek mající za cíl hrát divadelní hry v češtině, protože drtivá většina tehdejší divadelní produkce se tehdy hrála v němčině. Herci se scházeli v roubeném stavení hronovské školy. V březnu roku 1827 uvedl soubor jednoaktovou hru Berounské koláče od Jana Nepomuka Štěpánka. Následně pak čelil obstrukcím ze strany rakouských úřadů, neboť nezískal potřebné povolení k činnosti. Spolek nicméně fungoval nadále a další představení se konalo až v roce 1847, kdy spolek dostal od náchodského vrchního Otto Ericha povolení sehrát 12 divadelních představení na podporu místní chudiny.
Knahl zastával vedle režijní a dramaturgické práce také navrhování a výrobu kulis. Roku 1847 vlastnoručně vytvořil pro hronovský soubor divadelní oponu o rozměrech 450x250 cm, na které zobrazil Hronov a jeho významné budovy tak, jak vypadaly v polovině 19. století. Byl také hudebníkem, ovládal hru na několik hudebních nástrojů a čile se zapojoval do vlasteneckého života v Hronově. I když v šedesátých letech hrál divadlo už méně, pořád byl v centru spolkového divadelního dění. V letech 1870 – 1875 byl ředitelem spolku. V hronovském kostele vykonával dlouhou dobu práci kostelníka. Sestrojil pohyblivý betlém, který je vystaven ve stálé expozici Jiráskova muzea v Hronově. Osobnost a činnost Antonína Knahla ovlivnila též Aloise Jiráska, hronovského rodáka a spisovatele.

### Úmrtí
Antonín Knahl zemřel 26. dubna 1883 v Hronově.

### Rodinný život
Byl ženatý s Justýnou Pickovou (1805 – 1867). Syn Jan Křtitel Knahl se stal hudebníkem, skladatelem a později sbormistrem sboru na Pražském hradě. Vnučka Antonína Knahla Otýlie Gallmeyerová absolvovala pražskou Pivodovu pěveckou školu a stala se operní pěvkyní. Byla první láskou Aloise Jiráska.

### V umění
Antonín Knahl se stal předobrazem postavy Kaliny z románu Aloise Jiráska U nás, zejména v aspektu odlišného původu manželů Knahlových.
Na ochotnickou tradici započatou Antonínem Knahlem navázalo roku 1931 založení festivalu amatérského divadla Jiráskův Hronov.